# اچ‌ام‌اس توئید (۱۷۵۹)
اچ‌ام‌اس توئید (۱۷۵۹) (به انگلیسی: HMS Tweed (1759)) یک کشتی بود که طول آن ۱۲۸ فوت ۴٫۵ اینچ (۳۹٫۱ متر) بود. این کشتی در سال ۱۷۵۹ ساخته شد.